# Xã Russell, Quận White, Arkansas
Xã Russell (tiếng Anh: Russell Township) là một xã thuộc quận White, tiểu bang Arkansas, Hoa Kỳ. Năm 2010, dân số của xã này là 500 người.